# Nak muay

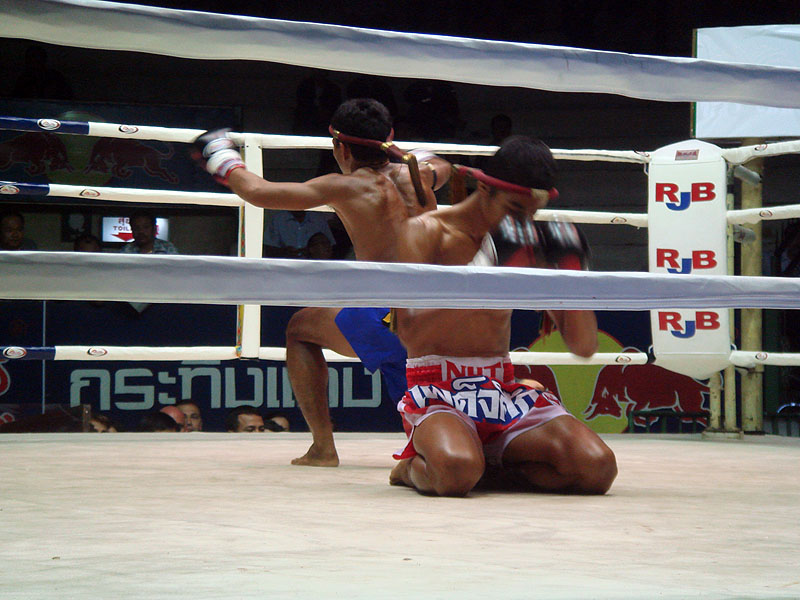
Deux Nak Muay en train de réaliser le Ram Muay, la danse rituelle précédent le combat.

Le terme thaïlandais nak muay désigne un pratiquant de muay-thaï, la boxe thaïlandaise.

## La tenue traditionnelle du nak muay
- Le gung gaeng kaa guay : sorte de bermuda en coton descendant jusqu'au genou.
- Le prajeet (en) ou praciat : sorte de bracelet porte-bonheur porté autour d'un ou des deux bras et destiné à écarter toute mauvaise action et à garantir l’invulnérabilité.
- Le mongkon : sorte de couronne magique du nak muay, posée sur sa tête lors du Ram Muay, destiné à assurer sa protection et symbolisant la transmission de la force et du savoir du maître à l'élève. Il n'est porté que durant les rituels précédant le combat : Wai Khru (en) et Ram Muay.

## Les styles de nak muays
- Le muay fimeu est un nak muay complet, un styliste maitrisant à la fois l'efficacité, la technique et la pureté du geste.
- Le muay khao est un nak muay utilisant beaucoup ses genoux lors de ses combats, que cela soit à distance ou en corps à corps.
- Le mat nak ou muay mat est un nak muay privilégiant le travail aux poings lors de ses combats et possédant un certain punch.
- Le muay bouk est un nak muay avançant en permanence sur son adversaire, peut être moins technique mais efficace.
- Le muay pam est un nak muay privilégiant le corps à corps et les projections.
- Le muay sok est un nak muay utilisant beaucoup ses coudes.
- Le muay tei est un nak muay utilisant beaucoup des techniques de jambes telles que les low kick, front kick, middle et high kick.
- Le muay sai est un nak muay gaucher.
- Le muay kwo est un nak muay droitier.